# 후에 조약 (1883년)
후에 조약(Traité de Hué) 또는 제1차 후에 조약은 1883년 8월 25일 프랑스와 베트남 사이에 맺어진 조약으로 안남과 통킹을 프랑스 보호령으로 인정한 조약이다. 베트남에서는 계미화약(호아으억꾸이무이/癸未和約, Hòa ước Quý Mùi)이라고 약칭하며, 불평등조약이었다. 프랑스군이 투언안 요새를 함락하면서 프랑스 치안청장인 프랑수아 쥘 아르망(François Jules Harmand) 이 베트남 협판대학사 쩐딘뚝(Trần Đình Túc), 이부상서 응우옌쫑헙(Nguyễn Trọng Hợp)과 조약을 체결했기 때문에 종종 ‘아르망 조약’으로도 불린다. 프랑스 외교가에서조차 지나치게 가혹하다는 평을 들은 조약은 프랑스에서 비준되지 못했고, 1884년 6월 6일에 좀 더 온건한 내용의 제2차 후에 조약 또는 보호령 조약으로 바뀌었다.(베트남은 갑신화약(호아으억접잡턴/甲申和約, Hòa ước Giáp Thân)이라고 부른다.) 이것은 향후 70년 동안 베트남을 지배할 수 있는 근거가 되었다.

## 배경
이 조약은 투언안 전투에서 프랑스가 승리를 거둔 후속 조치로 통킹의 프랑스 치안청장 쥘 아르망에 의해 1883년 8월 20일 체결되었다. 투언안 요새의 함락으로 후에는 직접적인 공격에 노출되었고, 베트남 궁전은 위협받았다. 그 전투가 종료된 직후에 베트남 외무대신인 응우옌 반 뜨엉은 후에의 프랑스 주교인 가스파르 신부와 함께 48시간의 휴전 협정을 체결했다. 응우옌은 강을 방어하는 12개의 내륙 요새 대피시키고, 탄약을 파괴하고, 보를 제거하는데 동의했다. 아르망은 직후 증기선을 타고 후에로 거슬러 항해했다.
후에에서 아르망은 투키디데스의 〈멜로스의 대화편〉을 연상시키는 형식으로 작성된 타협은 없다는 잔인한 최후통첩을 베트남 왕실에 던진다. 황제나 대신들은 조약의 조건을 논의하거나, 개별 조항을 뒤엎을 기회가 없었다. 그들은 조약을 완전히 받아 들여야 했다. 그렇지 않으면 프랑스의 끔찍한 복수가 그들에게 가해질 상황이었다.
프랑스의 위협에 겁을 먹은 베트남 조정은 즉각 항복을 했고, 1883년 8월 25일, 베트남 전권대신 쩐딘뚝, 응우옌쫑헙과 아르망이 구술한 조건으로 조약에 서명을 했다.

## 내용

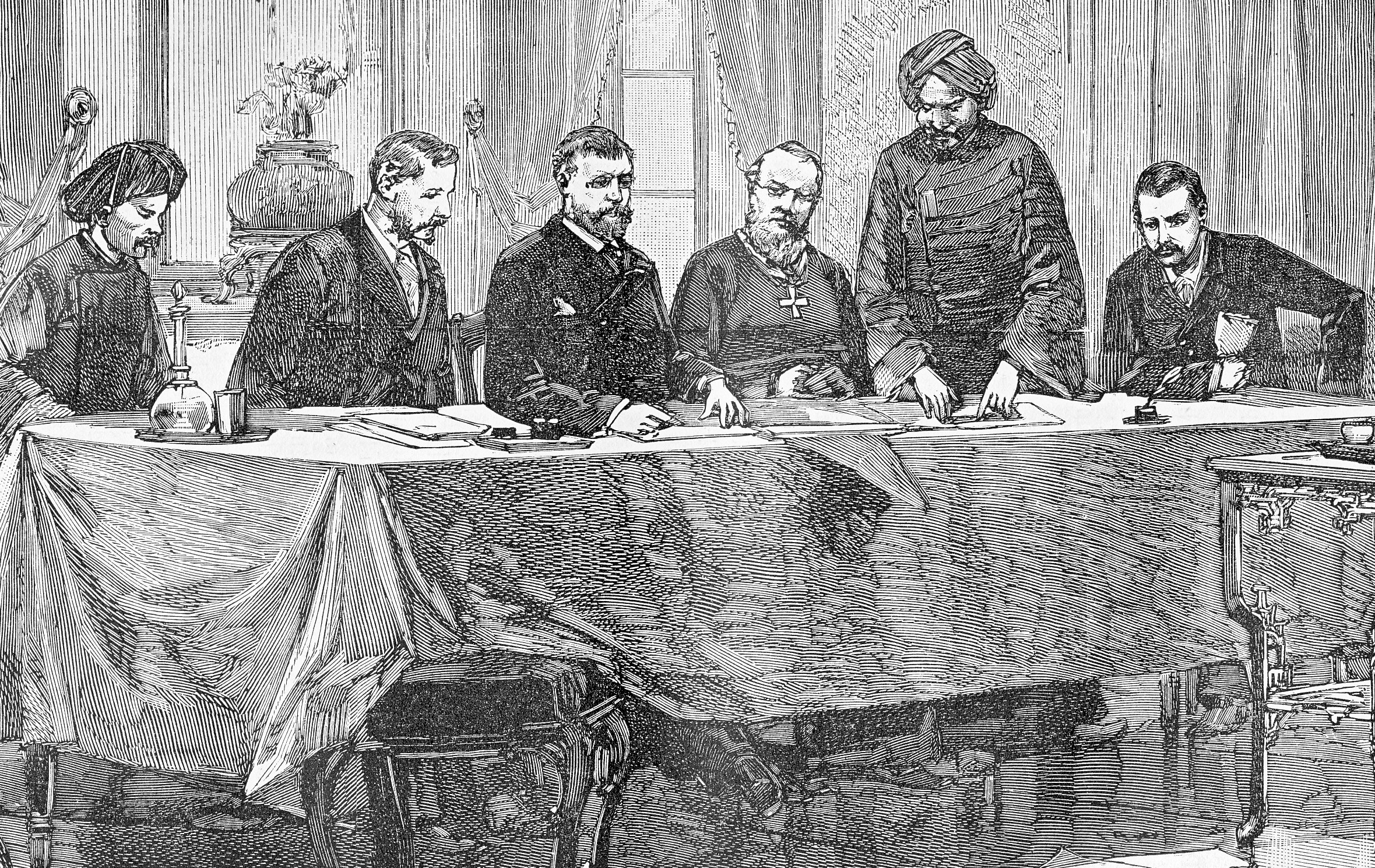
후에 조약의 서명, 1883년 8월 25일

후에 조약의 내용은 프랑스가 베트남에서 무엇이든 마음대로 할 수 있는 전권을 부여하는 것이었다. 베트남은 프랑스의 코친차이나 점령을 인정했고, 안남과 통킹 모두가 프랑스 보호령이 되는 것과 통킹에서 군대를 철수하겠다는 것을 수용했다. 왕실과 조정은 살아남을 수 있었지만, 프랑스의 감독을 받아야 했다.
프랑스는 후에에 통킹의 총독을 정주시킬 수 있는 특권을 부여 받았으며, 총독은 통킹에서 민간 총영사로 일하며, 베트남 왕과 독대를 요구할 수 있다. 이것은 베트남이 이전에 양보를 하지 않았던 것들이었다.(제11조) 재고의 여지를 없애기 위해, 프랑스는 안남과 통킹 사이의 국경이 되는 투언안 요새와 제오응앙 산을 영구 점령한다. (제3조) 영토의 상당부를 안남에서 코친차이나와 통킹으로 이전한다. 프랑스는 국가 채무를 변제한다. (제26조) 그러나 그 답례로 빈투언성 남부를 할양하여, 코친차이나의 프랑스 식민지에 병합한다. (제2조) 동시에 북부의 응에안성, 타인호아성, 하띤성은 통킹으로 이전하고, 프랑스의 직접 감독 하에 편입한다. 그 대가로 프랑스는 통킹으로부터 흑기군을 몰아내고 홍강에서 상업의 자유를 보장한다. (제23조). 그들은 둘 다 할 계획이었기 때문에 이것은 양보라고 볼 수 없었다.
제1조 안남은 프랑스 보호령이며, 그 결과 이 관계가 유럽 외교 관행에서 수반하는 결과를 인정하고 받아 들인다. 즉 프랑스는 중국을 포함한 모든 외세와의 관계에서 안남 정부를 책임진다. 프랑스가 유일한 중개자라는 것을 통해 이러한 권한을 외교적으로 전달하여야 한다.
제2조  빈투언성은 프랑스 소유로 코친차이나와 병합된다.
제3조 프랑스군은 빙꾸이아 곶에서 끝나는 제오응앙 산맥과 투언안 요새와 홍강 입구의 여러 요새들을 영구 점령하며, 이것은 프랑스 당국의 재량에 따라서 재건될 것이다. 이러한 요새들은 안남어로 하즈온(Haduon), 짠하이(Tranhaï), 타이즈엉(Thayduong), 짱랑(Tranglang), 합짜우(Hapchau), 로타우(Lothau), 그리고 러이모이(Luy-Moï)이다.
제4조 안남 조정은 즉각 평화기에 기초하여 요새가 복원되면 통킹에 보낸 군대를 즉각 철수한다.
제5조 안남 조정은 통킹의 관리들에게 명하여 자신의 직책으로 돌아가고, 현재 공석인 관리를 임명하고, 상호동의를 거친후, 프랑스 당국의 임명 확정을 받는다.
제6조 빈투언의 북쪽 국경과 통킹 경계선 사이에 있는 각 성의 성주들은 관세와 공공사업과 일반적으로 유럽 전문가의 유일한 지침과 전문 지식을 요구하는 행정 측면에 관한 문제를 제외한 문제들에 있어 예전과 같이 프랑스의 통제를 받지 않고 각 성을 다스린다.
제7조 상기의 제한 내에서, 안남 조정은 다낭항, 쑤언다이항, 꾸이년항에서 모든 국가의 무역행위를 개방하겠다고 천명하여야 한다. 양국은 다른 항구를 개항 것의 이점에 대해서도 논의하고, 개항된 항구에서 프랑스 조계의 경계를 정할 것이다. 프랑스는 후에 왕성에 있는 프랑스 총독부의 명령에 따라 이 항구에 대리인을 유지할 것이다.
제8조 프랑스는 프랑스 장교들과 기술자들이 작성한 보고서의 결론에 따라 다이란 만(Cap Varela), 무이께가(Cap Padaran) 또는 푸꾸이 해안에 등대를 세울 수 있다.
제9조 안남 국왕과 조정은 하노이에서 사이공까지의 주요 도로에 바퀴 달린 교통수단을 운송할 수 있도록 두 조약국이 동의한 공적 비용과 조건으로 수리하고 양호한 상태로 유지할 것을 약속한다. 프랑스는 다리와 터널과 같은 기술적으로 까다로운 작업을 건설, 감독할 기술자를 제공한다.
제10조 이 노선을 따라 전신선을 건설하고 프랑스 직원이 운영한다. 그로부터의 조세 수입 일부는 전신국에 필요한 토지 양도의 대가로 안남 조정에 지불되어야 한다.
제11조 최고의 고관이 후에 총독부에 설치되어야 한다. 그는 후에 지방의 내정에 간섭하지 않을 것이지만 프랑스 보호령의 대표가 될 것이며 안남 왕국의 대외 관계를 감독한다.

## 같이 보기
- 청불 전쟁
- 제2차 후에 조약 (갑신화약)